# Svartbuksrocka
Svartbuksrocka (Dipturus nidarosiensis) är en broskfisk tillhörande familjen egentliga rockor som lever i norra Atlanten.

## Utseende
Svartbuksrockan är en stor rocka med påtagligt spetsig nos, plogformad kropp och kort stjärt. Ovansidan är gråbrun till mörkbrun, undersidan mörkbrun till svart. Arten har taggar kring ögonen och längs kanterna på stjärten. Maxlängden är 200 cm.

## Vanor
Arten är bottenlevande på ett djup mellan 200 och 1 000 m, där den lever av olika bottendjur.

### Fortplantning
Svartbuksrockan är äggläggande, men honan och hanen har ändå en regelrätt parning med omfamning. Äggkapslarna är 16 till 26 cm långa, 9 till 11 cm breda, försedda med styva horn och gula trådar. De läggs på sand- och dybottnar.

## Utbredning
Arten finns i nordöstra Atlanten från södra Island, farvattnen väster om Brittiska öarna till fjordarna i centrala och södra Norge samt mera sällsynt i Biscayabukten. Den besöker tillfälligt Danmark och Sverige.

## Status
IUCN har klassificerat arten som nära hotad ("NT"), och beståndet minskar. Främsta hotet tros vara fiske (den tas framför allt som bifångst vid trålfiske), kombinerat med dess låga produktivitet.